# گرینجر (آیووا)
گرینجر (به انگلیسی: Granger) شهری در ایالت آیووا کشور ایالات متحده آمریکا است که جمعیت آن در سرشماری سال ۲۰۱۰ میلادی، ۱٬۲۴۴ نفر بوده‌است.